# 스페인 광장 (마드리드)

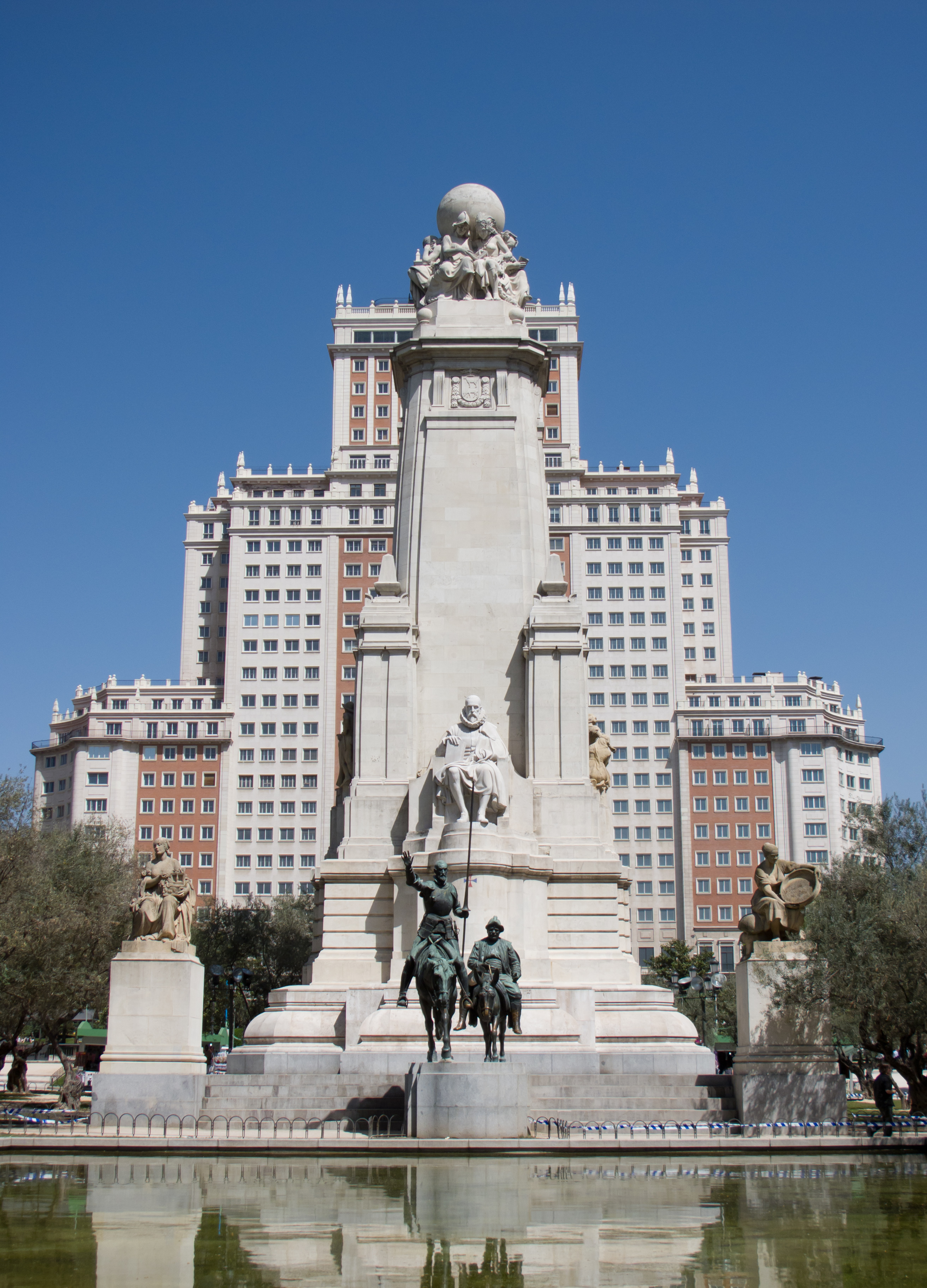
스페인 광장

스페인 광장(스페인어: Plaza de España)은 스페인 마드리드에 있는 광장이다. 1916년, 스페인의 대표적인 작가 미겔 데 세르반테스의 사후 300주년을 기념하여 만들어졌다. 광장 중앙에는 세르반테스의 기념비가 있고 그 앞에는 애마 로시난테를 올라 탄 돈키호테, 노새를 탄 산초 판사의 동상이 있다.